# 茹基 (科別利亞基區)
49°17′11″N 34°15′8″E / 49.28639°N 34.25222°E
茹基（烏克蘭語：Жуки）是位於烏克蘭中部波爾塔瓦州裏克雷門丘克區的村莊，處於沃爾斯克拉河右岸，距離扎布里德基2.5公里和庫斯托洛維庫希0.5公里，海拔高度72米，2001年人口17。